# Abd Allah Ibn al-Abbas
Abd Allah Ibn al-Abbas (arab. عَبْد ٱللَّٰه ٱبْن عَبَّاس) (w źródłach często jako Ibn Abbas), ur. ok. 617–619 w Mekce, zm. 687/8 w At-Ta’ifie – brat stryjeczny Mahometa, tradycyjnie uważany za ojca muzułmańskiej teologii.

## Życiorys

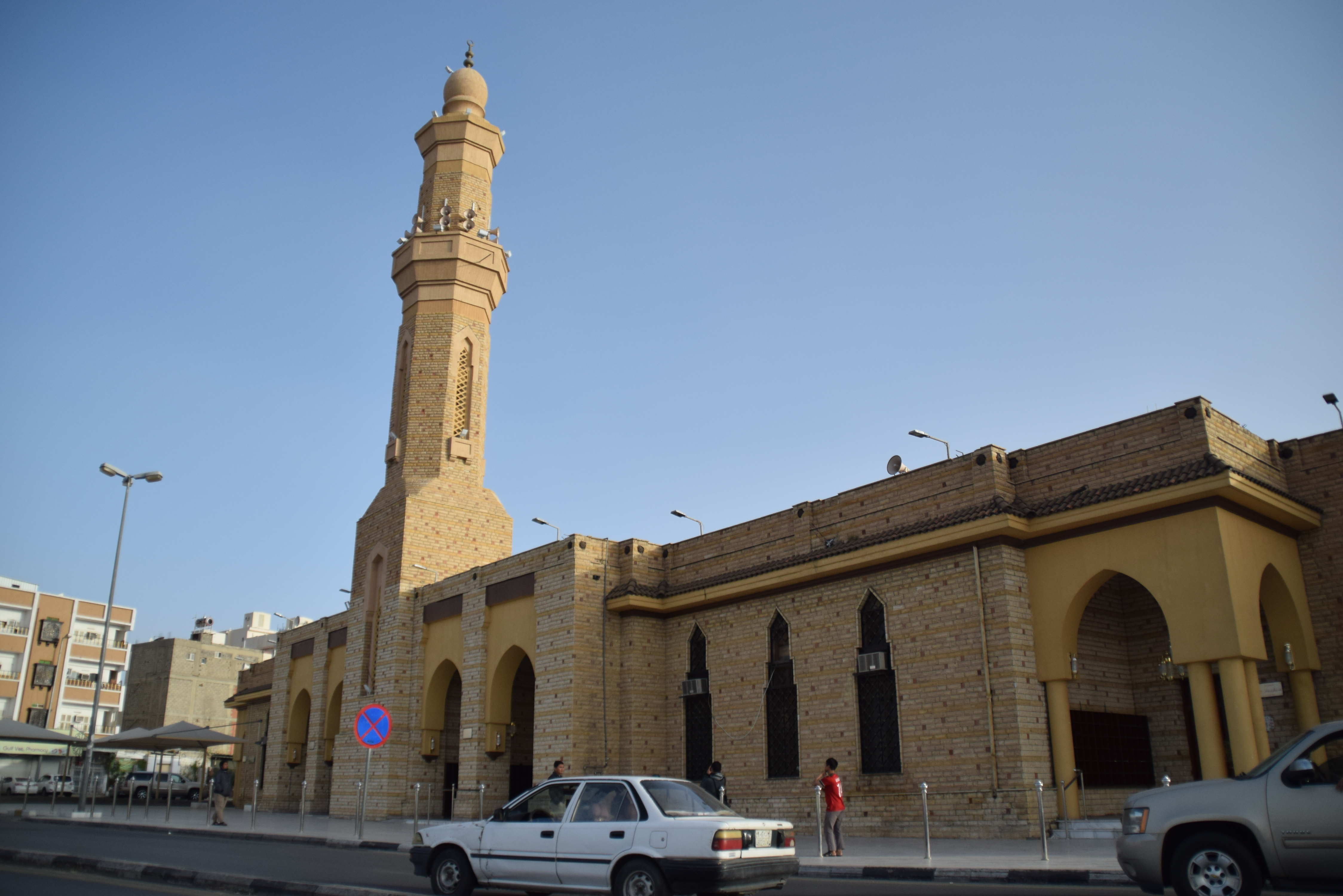
Meczet Abd Allaha Ibn al-Abbasa w At-Ta’ifie

Był synem Abbasa i Umm al-Fadl Lubaba al-Kubra, która była siostrą Majmuny, ostatniej żony Mahometa, oraz Lubaby al-Sughry, matki Chalida Ibn al-Walida. Brał udział w arabskim podboju Egiptu (639–641), w kampanii w Ifrikijji (647–648), oraz w Gorganie (w przybliżeniu dzis. Golestan) (650–651). Zgodnie z tradycją jego rady mieli szukać już Umar (634–644) i Usman, jest to jednak z pewnością późniejsza inwencja. W rzeczywistości jego aktywny udział w życiu politycznym rozpoczął się za panowania Alego (656–661). Niemniej w 655 Usman miał mu powierzyć przewodzenie pielgrzymce, zaszczyt, który rok później miał go spotkać również z rąk Alego.
Ibn Abbas miał dowodzić częścią oddziałów Alego w bitwie Wielbłądziej i pod Siffinem. Ali chciał go uczynić swoim przedstawicielem podczas procedury arbitrażu pomiędzy nim a Mu’awiją (661–680), nie pozwolili jednak na to jego zwolennicy. Niemniej Ibn Abbas miał towarzyszyć Abu Musie al-Aszariemu, przedstawicielowi Alego, kiedy ten udał się na sesję arbitrażu w Dumat al-Dżandal. Zachowało się również wiele źródeł wspominających dyskusje, jakie Ibn Abbas prowadził z różnymi grupami charydżytów, starając się przekonać ich do zaprzestania walki. Kilka dni przed 4 stycznia 657 Ali mianował Ibn Abbasa namiestnikiem Basry, przy czym okoliczności opuszczenia przez niego tego urzędu pozostają niejasne. Według niektórych źródeł miał pozostać na tym stanowisku aż do śmierci Alego, po czym udał się do Mekki, by następnie osiąść w At-Ta’ifie. Zgodnie z innymi uciekł z miasta z jego skarbcem po tym, jak został oskarżony o sprzeniewierzenie prowincjonalnych funduszy. Zachowały się też przekazy mówiące o tym, że w rzeczywistości tego zdradzieckiego aktu dokonał jego brat, Ubajd Allah, co prawdopodobnie było próbą oczyszczenia człowieka, który bądź co bądź był przodkiem abbasydzkich kalifów. Być może Ibn Abbas opuścił Alego po tym, jak ten dokonał masakry charydżytów pod Nahrawanem (658) (co miał jednoznacznie potępić).
Za panowania Mu’awiji żył w Hidżazie, jednak często odwiedzał dwór w Damaszku, głównie by bronić interesów Haszymitów. Wraz z Muhammadem ibn al-Hanafijją odmówił uznania kalifatu Abd Allaha Ibn az-Zubajra, za co zostali wygnani z Mekki, zaś po powrocie do niej w 683/684 uwięzieni. Uwolniły ich siły przysłane przez irackiego buntownika Al-Muchtara. Ibn Abbas zmarł w At-Ta’ifie najprawdopodobniej w 687/8, chociaż w źródłach podawane są też inne daty, oscylujące pomiędzy 684/5 a 689/90. Pozostawił po sobie co najmniej pięciu synów (w tym Alego, nazywanego „ojcem abbasydzkich kalifów”) oraz niemniej niż dwie córki.

## Dziedzictwo
W muzułmańskiej tradycji Ibn Abbas jest nazywany „wielkim doktorem” (hibr/habr), „oceanem [wiedzy]” (bahr) muzułmańskiej społeczności oraz „tłumaczem” (turdżuman/tardżuman) Koranu. Przechował się jego obraz jako osoby posiadającej wyjątkową znajomość „niemal każdej dziedziny wiedzy i udzielającej lekcji de omni re scibili et quibusdam aliis”, obojętnie czy była to kwestia przedmuzułmańskich walk Arabów; przedmuzułmańskiej poezji; arabskiej genealogii; wojennych ekspedycji (maghāzī), słów i czynów Mahometa; koranicznej egzegezy czy kwestii prawnych, takich jak rytuały pielgrzymki, dział udziałów spadkowych (fara'id) oraz legalne decyzje kalifów Abu Bakra, Umara i Usmana. Ta niemal prorocka wiedza jest wyjaśniana przez jego przynależność do rodu Abbasydów.
Został zapamiętany przede wszystkim jako pierwszy profesjonalny komentator Koranu, chociaż nie jest do końca jasne, czy sporządził jakiś pisemny komentarz, czy tylko ustnie komentował Koran. Wyrażenie tafsir pozostaje dwuznaczne, zaś jego komentarze zachowały się jedynie u innych autorów (m.in. w tafsirze At-Tabariego). Metoda Ibn Abbasa jest typowo filologiczna i polega na objaśnianiu znaczeń trudnych wyrazów w Koranie, przy czym często towarzyszą im cytaty z poezji arabskiej, której był świetnym znawcą. Stąd „mówi się często o Ibn al-Abbasie jako o pierwszym arabskim filologu”. W sumie dotarło do nas wiele przypisywanych mu koranicznych interpretacji, pozostaje jednak niejasne, na ile są one autentyczne, a na ile wyrażają poglądy autorów, którzy je przekazali.
Miał również przechować w pamięci lub zebrać własny tekst Koranu, odmienny od oficjalnej wersji sporządzonej pod auspicjami kalifa Usmana. Często przebywał pośród Żydów i innych Ludzi Księgi, studiując ich religię, by później wykorzystać swoją znajomość judaizmu i chrześcijaństwa przy komentowaniu Koranu. Przypisuje mu się również przekazanie pewnej liczby hadisów. Jest powszechnie uznawany za towarzysza Alego, jednak jego status w ramach szyizmu pozostaje niejasny. Niemniej wyraźnie wpłynął na wczesną religijną i prawną doktrynę imamitów, m.in. poprzez uznawanie małżeństwa czasowego (mut’a).